# Formateur en informatique
Le formateur en informatique, plus connu comme formateur en bureautique, possède des compétences pédagogiques et techniques pour transmettre son savoir-faire à un public adulte.

## Compétences pédagogiques
Savoir transmettre efficacement ses connaissances en informatique.
Créer des modules d’apprentissage d'une durée déterminée.
Savoir évaluer le processus et le résultat de son intervention.

## Compétences en informatique
Maîtriser les applications bureautiques courantes.
De bonnes connaissances en informatique générale.